# Четвёртая экспедиция Христофора Колумба
Четвёртая экспедиция Христофора Колумба — морское плавание 1502—1504 годов к берегам Нового света, возглавленное Христофором Колумбом, адмиралом на службе католических королей Испании Изабеллы Кастильской и Фердинанда Арагонского. Колумб первым из европейцев достиг берегов Центральной Америки и узнал о Тихом океане. При этом он остался уверен в том, что открыл не новый континент, а земли Восточной Азии.

## Путешествие
В ходе первых трёх экспедиций (1492—1493, 1493—1496 и 1498—1500) Христофор Колумб открыл ряд новых земель на западных берегах Атлантики, которые принял за Восточную Азию. Эти земли оказались не такими богатыми, как предполагалось, и в результате Колумб потерял монопольные права на них и оказался в опале. К 1502 году он добился от Изабеллы и Фердинанда разрешения на ещё одну экспедицию, чтобы открыть путь к странам с пряностями.
9 мая 1502 года из Кадиса отплыли четыре каравеллы: «Санта Мария» или «Капитана», «Гальега», «Сантьяго-де-Палос» или «Бермуда», и «Вискайна». Предполагалось, что они продолжат маршрут 1493 года и найдут путь к «Золотому Херсонесу» (Малаккскому полуострову) и в Индию, а потом вернутся в Испанию через Индийский океан; таким образом, путешествие должно было стать кругосветным. Фердинанд и Изабелла снабдили Колумба письмом, адресованным представителю португальского короля в Индии.
К 15 июня Колумб пересёк Атлантику и достиг острова Мартиника. Обойдя с юга Ямайку, он приблизился к берегам Кубы, но потом резко повернул на юго-запад. 30 июля мореплаватели достигли берегов континента (это была Центральная Америка, территория современного Гондураса). Оттуда они двинулись на восток-юго-восток, рассчитывая найти пролив, отделяющий Малаккский полуостров от островов пряностей. Побережье Колумб назвал Ондурас — от испанского Honduras, «глубины», так как море даже у самого берега часто было очень глубоким. К декабрю испанцы доплыли до Дарьенского перешейка и оказались в стране, которую местные жители называли Верагуа.
Местные жители рассказали Колумбу о близости культурной и богатой страны с большими городами (по-видимому, имелась в виду цивилизация майя) и о том, что их страна представляет собой перешеек, южные берега которого омывает огромное море. Так европейцы впервые узнали о Тихом океане. Колумб всё же не оставил надежду найти пролив: он продолжил движение вдоль берега на восток, но из-за постоянного встречного ветра был вынужден вернуться в Верагуа. Там испанцы остановились на несколько месяцев, основав крепость Санта-Мария-де-Белен. 16 апреля 1503 года, после ряда столкновений с местными жителями, они продолжили плавание. Не углубляясь в Дарьенский залив, Колумб повернул на север и 25 июня достиг Ямайки. Каравеллы, изъеденные червями и полусгнившие, не могли продолжать путь. Поэтому один из подчинённых Колумба Диего Мендес доплыл до Эспаньолы на двух каноэ и попросил помощи у испанского наместника, но только в марте 1504 года ему разрешили зафрахтовать корабль. Тем временем на Ямайке произошёл мятеж, в бою победу одержали моряки, оставшиеся верными Колумбу.
В июне 1504 года Мендес забрал путешественников с Ямайки. В Санто-Доминго Колумб нанял корабль, на котором в ноябре вернулся в Испанию. Там он и умер в 1506 году, оставаясь уверен, что открыл новый путь в Восточную Азию, а не новый континент.
Написанный Колумбом в 1503 году для Фердинанда и Изабеллы отчёт о путешествии в 1505 году был опубликован в Венеции в переводе на итальянский под названием «Любопытнейшее письмо» (Lettera rarrissima).